# اوزگه براک
اوزگه براک (انگلیسی: Özge Borak؛ زادهٔ ۱۴ فوریهٔ ۱۹۸۲) هنرپیشه اهل ترکیه است. وی از سال ۱۹۹۰ میلادی تاکنون مشغول فعالیت بوده‌است.